# 黄大有
黄晔（1966年—），字大有，别号永嘉居士、负暄，生于浙江省温州市。中国当代艺术家。

## 经历
黄晔1966年生于浙江省温州市。1982年受教于杭州浙江美院附中。1985年本院之工艺系本科畢業。
1989年经摩洛哥旅居西班牙王国。2007年定居北京，2012年定居上海。

## 展览

### 个展
- 2017年“ 尔雅释山 ”，璞素艺术空间，上海 [3]
- 2016年“负暄 . 候月”，上海临港当代美术馆，上海
- 2014年“空山、旧石、朽木、新花”，北外滩 111，上海
- 2014年“海上天山”，新疆昌吉美术馆，新疆 [4]
- 2014年“天山海上”，新疆师范大学美术馆 [5]
- 2014年“山花裛翠”，虹桥机场T2艺术长廊，上海 [6]
- 2013年“神仙传”，雍江画廊，温州
- 2013年“负暄 . 候月”，北外滩 111，上海
- 2012年“大有作品展”，麟空间，上海
- 2006年“Ambito cultural de El corte ingles”，英国宫文化中心 ，西班牙[7]
- 1995年“Montaña de Huang”，BIRMBAO 画廊，塞尔维亚
- 1992年“Ateneo de Malaga”，马拉加，西班牙

### 群展
- 2018年“一平尺”纸本艺术展，春美术馆，上海[8]
- 2017年“持守本心”四人艺术邀请展，海阔美术馆，上海[9]
- 2016年“书与写”，上海璞素艺术空间，上海[10]
- 2016年“一带一路”文化呈现展 ，上海临港当代美术馆，上海[11]
- 2015年“造境”当代艺术展，上海临港当代美术馆，上海
- 2014年“佛心印记”群展 ，上海泰商会，上海
- 2013年“青山如故，村落已非”四人展，上海红坊凤凰艺都，上海[12]
- 2013年“芒种”四人展，上海外滩 22 号艺术中心，上海[13]
- 2012年“众相 不可说”，三尚当代艺术馆，杭州
- 2009年  上海艺博会青年艺术家推介展，上海
- 2008年“风水轮流转”，mano 画廊，798 艺术区，北京
- 2008年  台北国际艺术博览会，台湾
- 2006年“三人行”三尚艺术中心，北京空间，北京
- 2006年  纪念毕加索联展，马拉加议会文化中心，西班牙